# 井山嗣夫
井山 嗣夫（いやま つぐお、1939年3月26日 - ）は、日本の官僚、経営者。

## 来歴・人物
北海道出身。1961年に北海道大学法学部法律学科を卒業し、同年に運輸省に入省。1991年7月に鉄道局長に就任し、1992年6月から1994年6月までに海上保安庁長官を務めた。その後は、1995年7月に国際観光振興会会長、2000年6月に日本自動車ターミナル社長を歴任。
2009年4月に瑞宝重光章を受章した。